# Puchar Ameryki Południowej w narciarstwie dowolnym 2023
Puchar Ameryki Południowej w narciarstwie dowolnym 2023 rozpoczął się 4 sierpnia 2023 r. w argentyńskim ośrodku narciarskim Cerro Catedral, zaś finałowe zmagania sezonu zakończyły się 1 października tego samego roku w chilijskim ośrodku Corralco.
Łącznie zorganizowano 9 zawodów dla kobiet i mężczyzn.

## Konkurencje
- SX = skicross
- BA = big air
- SS = slopestyle

## Kalendarz i wyniki

### Mężczyźni
| Lp. | Data                | Miejscowość    | Konkurencja | 1. miejsce                | 2. miejsce      | 3. miejsce                  |
| --- | ------------------- | -------------- | ----------- | ------------------------- | --------------- | --------------------------- |
| 1.  | 4 sierpnia 2023     | Cerro Catedral | SS          | Sean Jensen               | Francisco Salas | Jack Rodeheaver             |
| 2.  | 5 sierpnia 2023     | Cerro Catedral | SS          | Sean Jensen               | Nahuel Medrano  | Jack Rodeheaver             |
| 3.  | 6 sierpnia 2023     | Cerro Catedral | BA          | Cristóbal Colombo         | Sean Jensen     | Jack Rodeheaver             |
| 4.  | 14 sierpnia 2023    | El Colorado    | BA          | Nahuel Medrano            | Francisco Salas | Silvestre Comesaña Guerrero |
| 5.  | 15 sierpnia 2023    | El Colorado    | BA          | Francisco Salas           | León Lorenzini  | Silvestre Comesaña Guerrero |
| 6.  | 18 sierpnia 2023    | Valle Nevado   | SS          | Nahuel Medrano            | Francisco Salas | Tomás Rolotti               |
| 7.  | 19 sierpnia 2023    | Valle Nevado   | SS          | Nahuel Medrano            | Francisco Salas | Tomás Rolotti               |
| 8.  | 30 września 2023    | Corralco       | SX          | Nicolas Raffort           | Alexis Jay      | Reece Howden                |
| 9.  | 1 października 2023 | Corralco       | SX          | Youri Duplessis-Kergomard | Nicolas Raffort | Terence Tchiknavorian       |

### Klasyfikacje
| Lp. | Zawodnik                  | Punkty |
| --- | ------------------------- | ------ |
| 1.  | Nicolas Raffort           | 180    |
| 2.  | Youri Duplessis-Kergomard | 140    |
| 3.  | Alexis Jay                | 125    |
| 4.  | Reece Howden              | 96     |
| 4.  | Terence Tchiknavorian     | 96     |
| 6.  | Kristofor Mahler          | 90     |
| 7.  | Eliott Piccard            | 79     |
| 8.  | Jared Schmidt             | 77     |
| 9.  | Romain Grosset-Grange     | 55     |
| 10. | Clemente Costa            | 48     |

| Lp. | Zawodnik                    | Punkty |
| --- | --------------------------- | ------ |
| 1.  | Francisco Salas             | 500    |
| 2.  | Nahuel Medrano              | 490    |
| 3.  | Tomás Rolotti               | 296    |
| 4.  | Sean Jensen                 | 280    |
| 5.  | León Lorenzini              | 280    |
| 6.  | Tomás Villegas              | 247    |
| 7.  | Silvestre Comesaña Guerrero | 244    |
| 8.  | Jack Rodeheaver             | 180    |
| 9.  | Cristóbal Colombo           | 177    |
| 10. | Tristán Colombo             | 167    |

### Kobiety
| Lp. | Data                | Miejscowość    | Konkurencja | 1. miejsce        | 2. miejsce               | 3. miejsce          |
| --- | ------------------- | -------------- | ----------- | ----------------- | ------------------------ | ------------------- |
| 1.  | 4 sierpnia 2023     | Cerro Catedral | SS          | Josefina Magni    | Natsumi Kina             | Lola Sánchez Mas    |
| 2.  | 5 sierpnia 2023     | Cerro Catedral | SS          | Dominique Ohaco   | Josefina Magni           | Natsumi Kina        |
| 3.  | 6 sierpnia 2023     | Cerro Catedral | BA          | Dominique Ohaco   | Josefina Magni           | Violeta García Cano |
| 4.  | 14 sierpnia 2023    | El Colorado    | BA          | Dominique Ohaco   | Javiera Rojas            | Josefina Magni      |
| 5.  | 15 sierpnia 2023    | El Colorado    | BA          | Dominique Ohaco   | Javiera Rojas            | Violeta García Cano |
| 6.  | 18 sierpnia 2023    | Valle Nevado   | SS          | Dominique Ohaco   | Javiera Rojas            | Antonia Langer      |
| 7.  | 19 sierpnia 2023    | Valle Nevado   | SS          | Dominique Ohaco   | Javiera Rojas            | Antonia Langer      |
| 8.  | 30 września 2023    | Corralco       | SX          | Marielle Thompson | Marielle Berger-Sabbatel | Hannah Schmidt      |
| 9.  | 1 października 2023 | Corralco       | SX          | Marielle Thompson | Marielle Berger-Sabbatel | Jade Grillet-Aubert |

### Klasyfikacje
| Lp. | Zawodniczka              | Punkty |
| --- | ------------------------ | ------ |
| 1.  | Marielle Thompson        | 200    |
| 2.  | Marielle Berger-Sabbatel | 160    |
| 3.  | Jade Grillet-Aubert      | 100    |
| 4.  | Courtney Hoffos          | 100    |
| 5.  | Hannah Schmidt           | 92     |
| 6.  | India Sherret            | 81     |
| 7.  | Stephanie Joffroy        | 69     |
| 8.  | Magdalena Pfingsthorn    | 60     |
| 9.  | Aymara Viel              | 49     |
| 10. | Renate von Unger         | 48     |

| Lp. | Zawodniczka         | Punkty |
| --- | ------------------- | ------ |
| 1.  | Dominique Ohaco     | 600    |
| 2.  | Javiera Rojas       | 388    |
| 3.  | Violeta García Cano | 350    |
| 4.  | Lola Sánchez Mas    | 345    |
| 5.  | Josefina Magni      | 320    |
| 6.  | Natsumi Kina        | 140    |
| 7.  | Agustina Rébora     | 126    |
| 8.  | Antonia Langer      | 120    |
| 9.  | Ignacia Cantellano  | 90     |
| 10. | Amalia Ruiz         | 90     |